# خرچنگ‌های شش‌پا

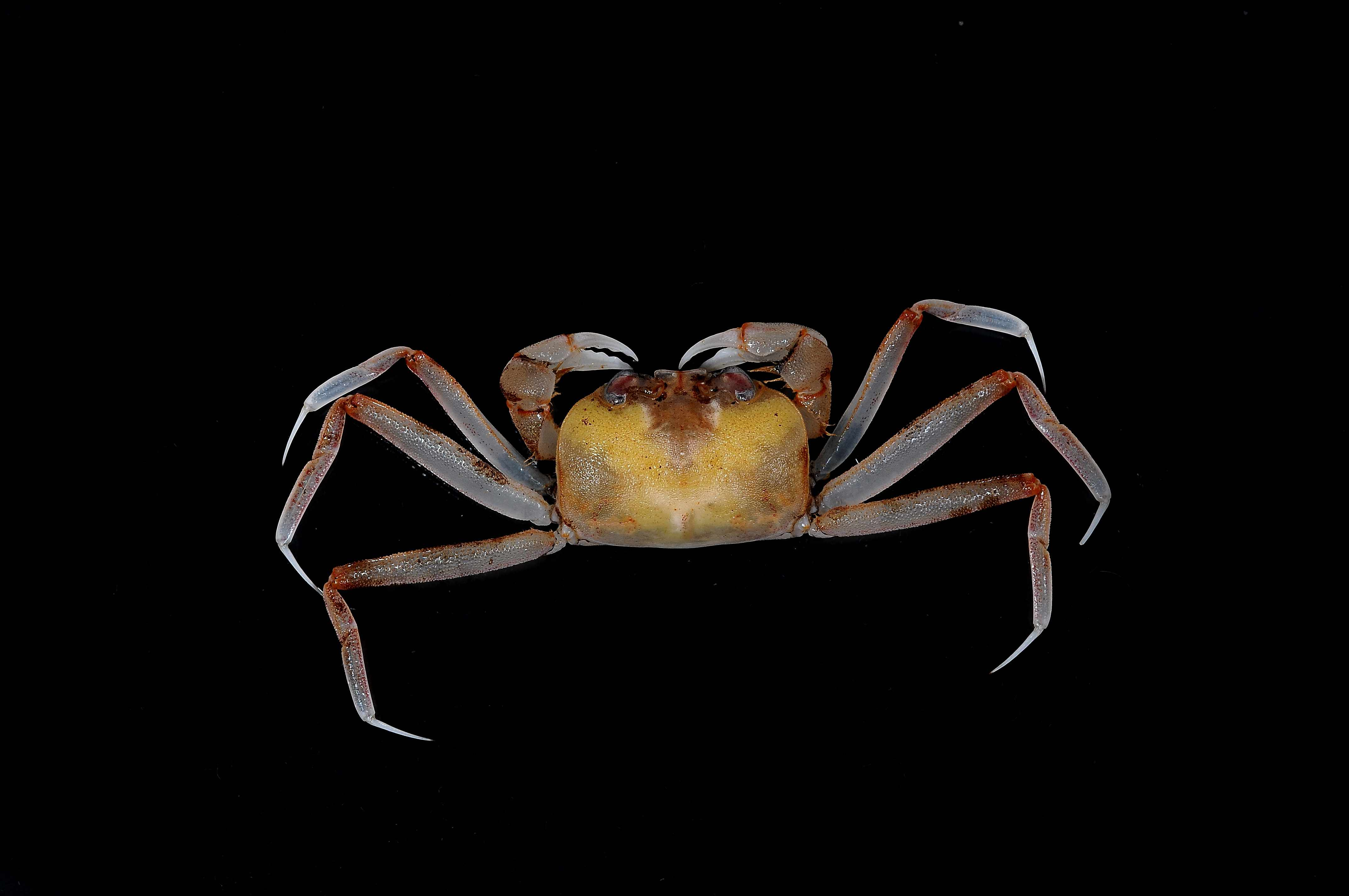
خرچنگ شش پا

خرچنگ‌های شش‌پا (نام علمی: Hexapodidae) نام یک تیره از فروراسته خرچنگ است.